# 面茶

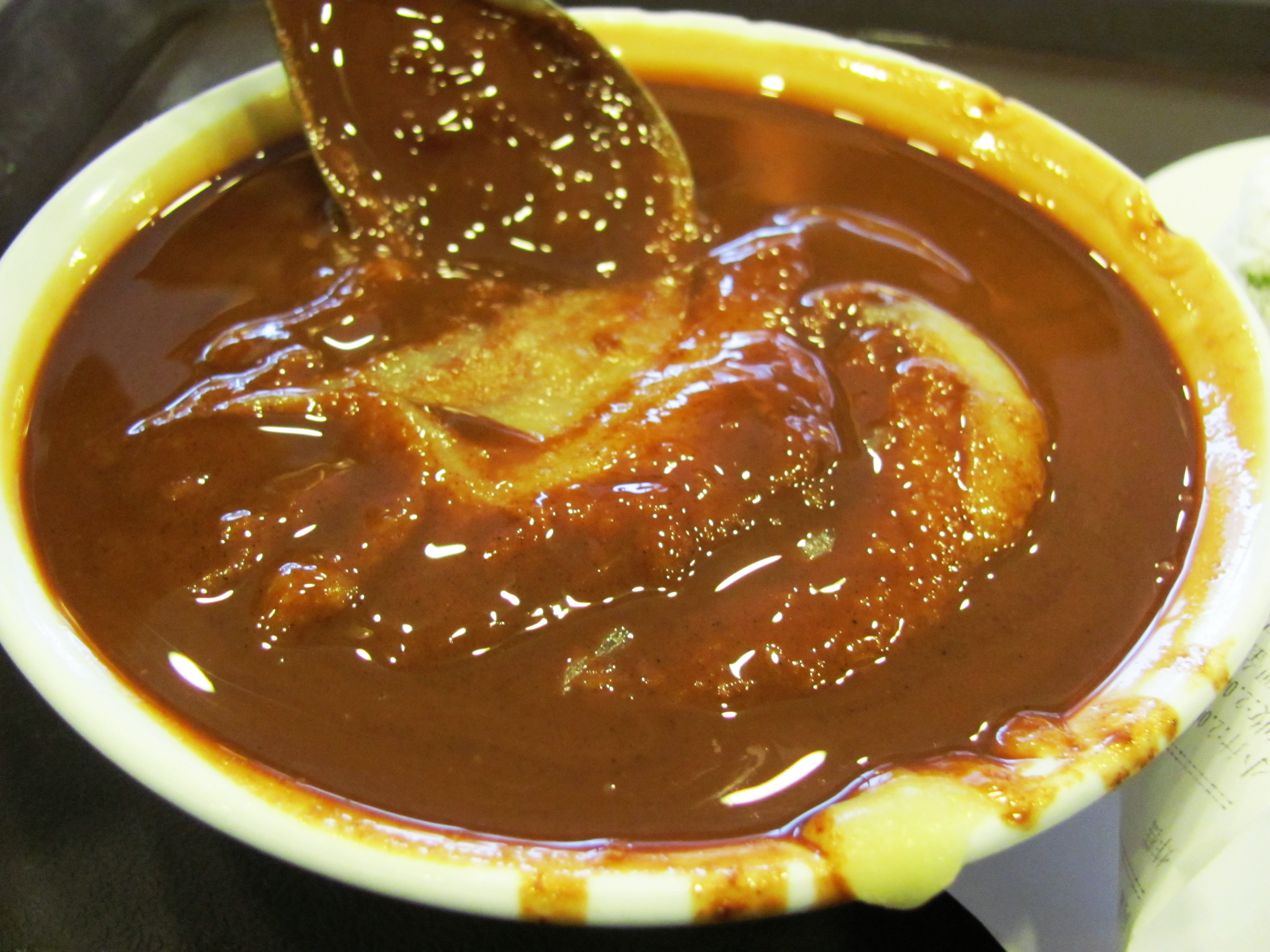
面茶

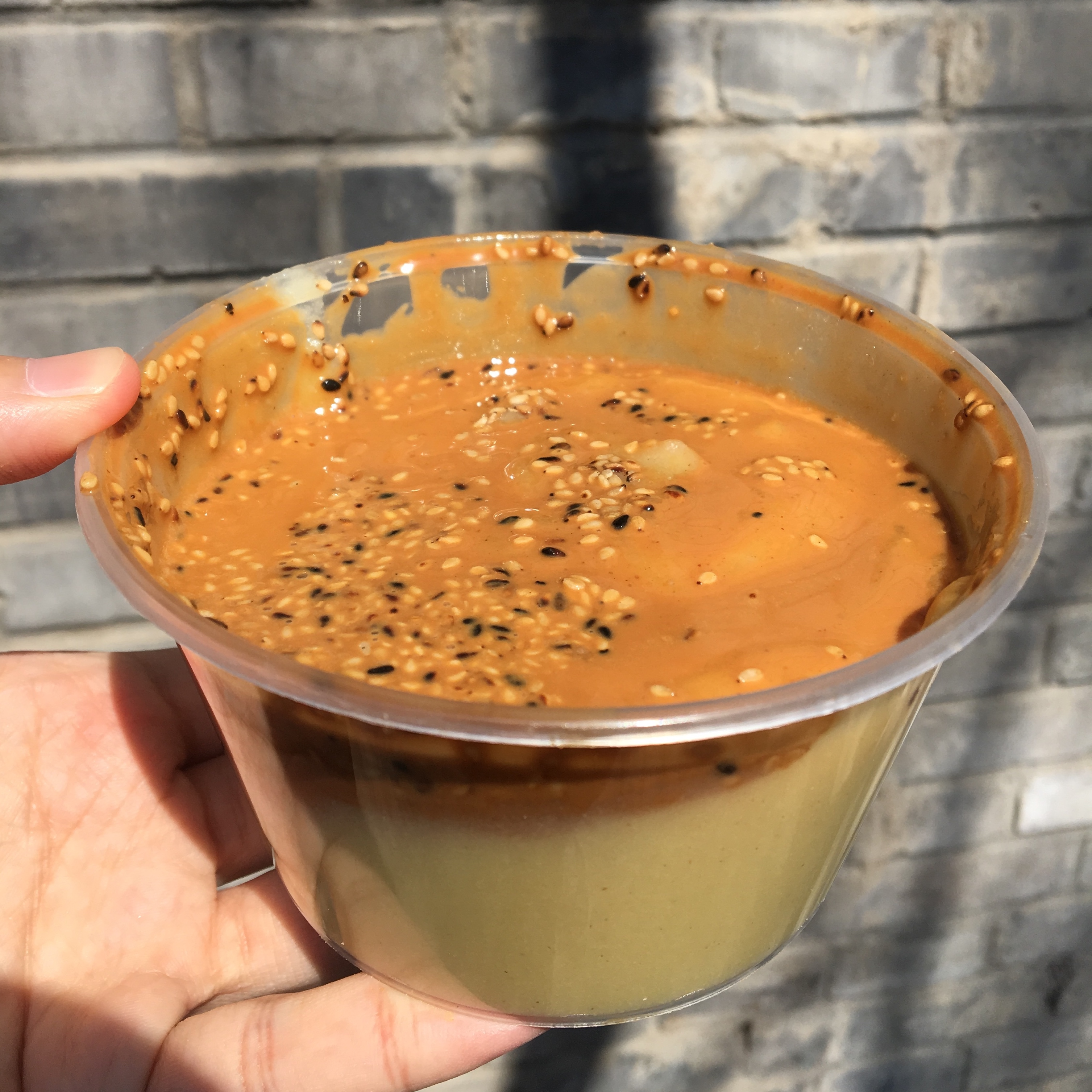
北京胡同里贩卖的面茶

面茶是用一个大口的浅碗，装上糜子面做的浓粥，表面撒上厚厚的一层芝麻、麻酱、椒盐等佐料，食用时用勺将粥和作料一起喝，味道鹹香，是一种東亞的小吃。过去多用糜子麵，现在则多以棒子面（玉米面）、小米面制作。
食用时，不用勺，而应端起碗，沿碗口转圈饮用。但现在一般店面所卖之面茶，皆难以做到，故一般也配有勺。形状与面茶类似的小吃还有油茶（又称炒面、茶汤）。油茶在中国食用的地域更广，但它不是咸的，而是甜的。
另外湖北江漢平原地區沒有麵茶，只有湖北鍾祥附近區域有用炒米沖制的米茶，一般是甜點；湖南也無麵茶，只有擂茶。

在早年台灣，麵茶既可當早餐也可當點心，更可替代奶粉作為嬰兒食品，後來逐漸變成具有台灣特色的點心，傳統麵茶是用麵粉、豬油、油蔥酥和糖拌炒而成，現代人注重養生，改以芝麻和植物油替代。做法是將麵粉用乾鍋炒熟，之後再用熱水沖泡成餬狀食用，亦有直接食用麵茶粉的吃法。也有人配太白粉泡餅，有人叫這種泡餅膨餅，也有人叫它酥餅。

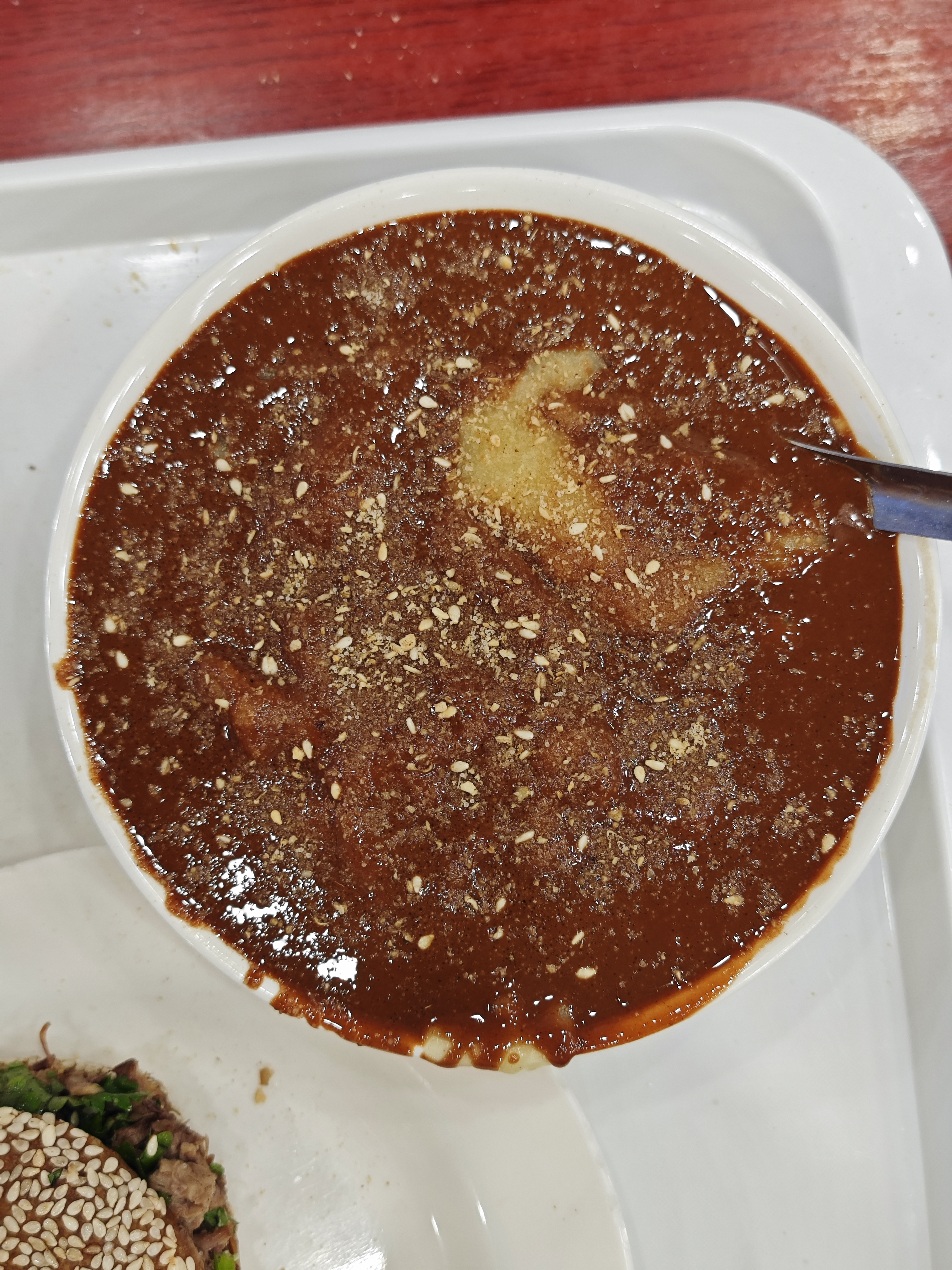
面茶出品的样子，上面浇上芝麻酱，撒上芝麻与盐炒出来的颗粒
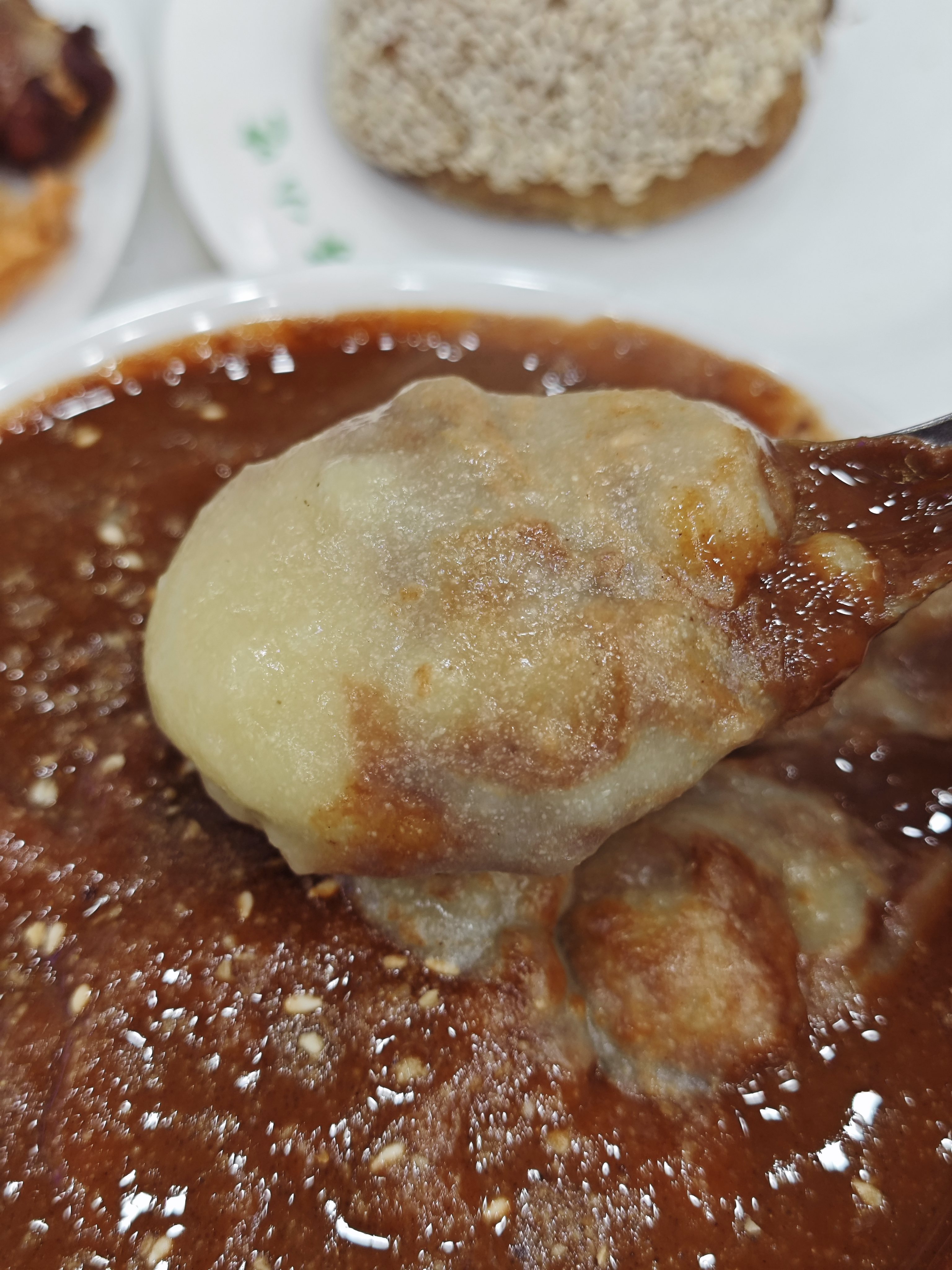
覆盖在麻酱下的一勺面茶
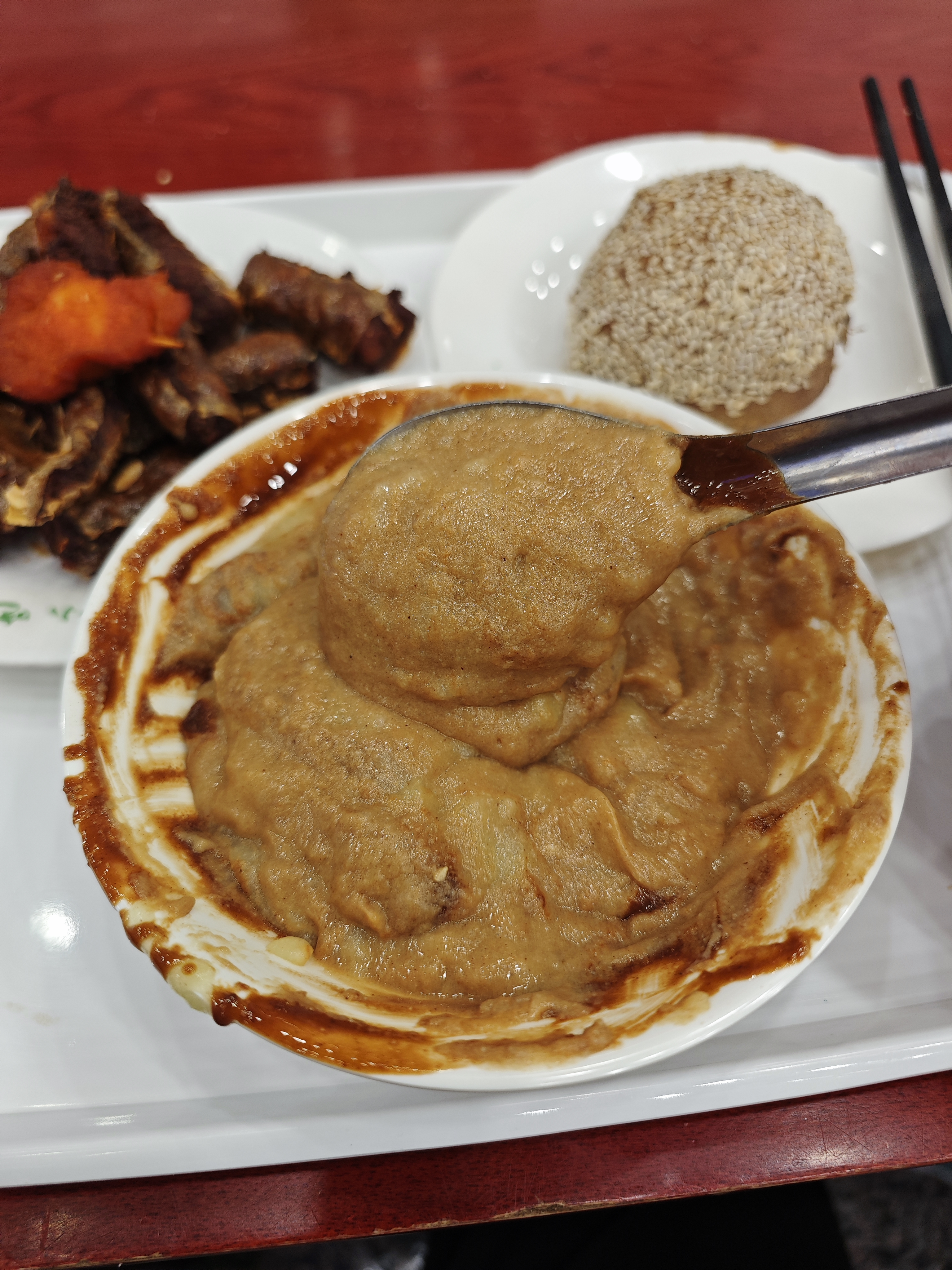
面茶搅拌后的摸样